# Llista de monuments de les Masies de Roda
Llista de monuments de les Masies de Roda inclosos en l'Inventari del Patrimoni Arquitectònic Català pel municipi de les Masies de Roda (Osona). Inclou els inscrits en el Registre de Béns Culturals d'Interès Nacional (BCIN) amb la classificació de monuments històrics, els Béns Culturals d'Interès Local (BCIL) de caràcter immoble i la resta de béns arquitectònics integrants del patrimoni cultural català.
| Monument                                | Protecció       | Estil/època                   | Localització                                                   | Coordenades                                          | Codi?         | Imatge |
| --------------------------------------- | --------------- | ----------------------------- | -------------------------------------------------------------- | ---------------------------------------------------- | ------------- | --- |
| Monestir de Sant Pere de Casserres      | BCIN 152-MH     | Romànic XI                    | Les Masies de Roda Collet de Casserres                         | 42° 00′ 06″ N, 2° 20′ 26″ E / 42.001615°N,2.340681°E | RI-51-0000441 | Monestir de Sant Pere de Casserres (les Masies de Roda) · Vegeu més fotos d'aquest monument · Carregueu una nova foto d'aquest monument      |
| Castell de Casserres                    | BCIN 1031-MH    | Medieval                      | Les Masies de Roda Collet de Casserres                         | 42° 00′ 05″ N, 2° 20′ 27″ E / 42.001354°N,2.340782°E | RI-51-0005531 | Castell de Casserres (les Masies de Roda) · Vegeu més fotos d'aquest monument · Carregueu una nova foto d'aquest monument                    |
| L'Esquerda                              | BCIN 1032-MH-ZA | Obra popular XII, XIV         | Les Masies de Roda Península de l'Esquerda                     | 41° 58′ 31″ N, 2° 18′ 46″ E / 41.975329°N,2.312879°E | RI-51-0005533 | L'Esquerda (les Masies de Roda) · Vegeu més fotos d'aquest monument · Carregueu una nova foto d'aquest monument                              |
| Castell de s'Avellana                   | BCIN 1033-MH    | Romànic Medieval              | Les Masies de Roda Península de l'Esquerda                     | 41° 58′ 12″ N, 2° 19′ 48″ E / 41.970098°N,2.330121°E | RI-51-0005532 | Castell de s'Avellana (les Masies de Roda) · Vegeu més fotos d'aquest monument · Carregueu una nova foto d'aquest monument                   |
| Església de Sant Miquel de la Guàrdia   |                 | Obra popular XVII             | Les Masies de Roda Barri del Vicenç                            | 41° 59′ 35″ N, 2° 17′ 36″ E / 41.993019°N,2.293408°E | IPA-23032     | Església de Sant Miquel de la Guàrdia (les Masies de Roda) · Vegeu més fotos d'aquest monument · Carregueu una nova foto d'aquest monument   |
| La Bruguera                             | BCIL 2008       | Obra popular XVI              | Les Masies de Roda Sot de Can Plademill, Còdol                 | 41° 59′ 12″ N, 2° 20′ 09″ E / 41.986751°N,2.33579°E  | IPA-23033     | Carregueu una nova foto d'aquest monument |
| Sanglàs Vell                            | BCIL 2008       | Obra popular XVII             | Les Masies de Roda Paratge dels Abeuradors, península de Salou | 41° 58′ 28″ N, 2° 20′ 12″ E / 41.974335°N,2.336558°E | IPA-23034     | Carregueu una nova foto d'aquest monument |
| El Vicenç                               | BCIL 2008       | Obra popular XVI, XVIII       | Les Masies de Roda Paratge de la Guàrdia                       | 41° 59′ 36″ N, 2° 17′ 35″ E / 41.993341°N,2.293115°E | IPA-23035     | Carregueu una nova foto d'aquest monument |
| Fontanelles                             |                 | Obra popular XVI              | Les Masies de Roda Plans de Can Riera                          | 41° 57′ 58″ N, 2° 18′ 11″ E / 41.966212°N,2.303166°E | IPA-23036     | Carregueu una nova foto d'aquest monument |
| El Mas Salou, o el Mas de Roda          | BCIL 2008       | Obra popular XVII, XIX        | Les Masies de Roda Península de Salou                          | 41° 58′ 05″ N, 2° 19′ 26″ E / 41.968154°N,2.323782°E | IPA-23037     | El Mas Salou (les Masies de Roda) · Vegeu més fotos d'aquest monument · Carregueu una nova foto d'aquest monument                            |
| El Bac de Roda                          | BCIL 2008       | Obra popular XVII, XX         | Les Masies de Roda Ctra. Roda-Manlleu                          | 41° 59′ 21″ N, 2° 18′ 21″ E / 41.989077°N,2.305765°E | IPA-23038     | El Bac de Roda (les Masies de Roda) · Vegeu més fotos d'aquest monument · Carregueu una nova foto d'aquest monument                          |
| El Bac de Sau                           |                 | Obra popular                  | Les Masies de Roda Paratge de la Sabella                       | 41° 58′ 49″ N, 2° 21′ 46″ E / 41.980347°N,2.362810°E | IPA-23042     | El Bac de Sau (les Masies de Roda) · Vegeu més fotos d'aquest monument · Carregueu una nova foto d'aquest monument                           |
| Monestir de Santa Magdalena de Conangle |                 | Obra popular XIII, XIX        | Les Masies de Roda Puig de Conangle, Salou                     | 41° 58′ 17″ N, 2° 19′ 14″ E / 41.971522°N,2.32062°E  | IPA-23046     | Monestir de Santa Magdalena de Conangle (les Masies de Roda) · Vegeu més fotos d'aquest monument · Carregueu una nova foto d'aquest monument |
| Fàbrica Salou-Baurier                   |                 | XIX                           | Les Masies de Roda Península de Salou                          | 41° 58′ 41″ N, 2° 18′ 54″ E / 41.978046°N,2.314998°E | IPA-23050     | Fàbrica Salou-Baurier (les Masies de Roda) · Vegeu més fotos d'aquest monument · Carregueu una nova foto d'aquest monument                   |
| El Guarda de Salou                      |                 | Eclecticisme XIX              | Les Masies de Roda Península de Salou                          | 41° 58′ 04″ N, 2° 19′ 03″ E / 41.967713°N,2.317619°E | IPA-23051     | Carregueu una nova foto d'aquest monument |
| El Pla de Roda                          | BCIL 2008       | Obra popular XVIII Final      | Les Masies de Roda Camp del Sot                                | 41° 59′ 47″ N, 2° 19′ 00″ E / 41.996392°N,2.316564°E | IPA-23052     | Carregueu una nova foto d'aquest monument |
| Pla Condal, el Pla Xic                  |                 | Obra popular XVII             | Les Masies de Roda C. Cooperació                               | 41° 59′ 28″ N, 2° 18′ 54″ E / 41.991222°N,2.314905°E | IPA-23053     | Carregueu una nova foto d'aquest monument |
| El Macià                                |                 | Obra popular XVIII            | Les Masies de Roda La Prada                                    | 41° 58′ 52″ N, 2° 17′ 38″ E / 41.981070°N,2.293926°E | IPA-23054     | Carregueu una nova foto d'aquest monument |
| El Pujol                                | BCIL 2008       | Obra popular XVIII            | Les Masies de Roda                                             | 41° 57′ 46″ N, 2° 19′ 29″ E / 41.962684°N,2.324769°E | IPA-23057     | El Pujol (les Masies de Roda) · Vegeu més fotos d'aquest monument · Carregueu una nova foto d'aquest monument                                |
| Ermita de Sant Salvador d'Horta         |                 | Obra popular XX               | Les Masies de Roda Paratge de la Serra Llarga                  | 41° 58′ 55″ N, 2° 19′ 24″ E / 41.982075°N,2.32326°E  | IPA-23059     | Ermita de Sant Salvador (les Masies de Roda) · Vegeu més fotos d'aquest monument · Carregueu una nova foto d'aquest monument                 |
| Poua de la Sorralta, pou de glaç        |                 | Obra popular XVII-XIX         | Les Masies de Roda Península de Salou                          | 41° 57′ 58″ N, 2° 19′ 15″ E / 41.966111°N,2.320919°E | IPA-37160     | Poua de la Sorralta (les Masies de Roda) · Vegeu més fotos d'aquest monument · Carregueu una nova foto d'aquest monument                     |
| El Gelabert                             | BCIL 2008       | Obra popular XVIII            | Les Masies de Roda Plans del Coll                              | 41° 59′ 23″ N, 2° 17′ 10″ E / 41.989839°N,2.286103°E | IPA-39656     | Carregueu una nova foto d'aquest monument |
| El Pujolar                              | BCIL 2008       | Obra popular XVI, XVII, XVIII | Les Masies de Roda Plans del Coll                              | 41° 59′ 19″ N, 2° 17′ 37″ E / 41.988481°N,2.293603°E | IPA-39657     | Carregueu una nova foto d'aquest monument |
| El Bosc de Salou                        | BCIL 2008       | Obra popular XVIII            | Les Masies de Roda Península de Salou                          | 41° 58′ 34″ N, 2° 19′ 22″ E / 41.976074°N,2.322744°E | IPA-39659     | Carregueu una nova foto d'aquest monument |
| Masoveria del Mas de Salou              | BCIL 2008       | Obra popular XIV              | Les Masies de Roda Península de Salou                          | 41° 58′ 05″ N, 2° 19′ 25″ E / 41.968099°N,2.323577°E | IPA-39660     | Masoveria del Mas de Salou (les Masies de Roda) · Vegeu més fotos d'aquest monument · Carregueu una nova foto d'aquest monument              |